# Ruth Bedford
Ruth Marjory Bedford (2 de agosto de 1882 – 24 de julio de 1963) fue una poeta, dramaturga, y novelista australiana.

## Biografía
Aborigen de Petersham, Sídney, de Alfred Percival Bedford y de Agnes Victoria Stephen, hermana de Sir Alfred Stephen, un influyente juez, de cuya familia escribió en su libro de humor A Family Chronicle, de 1954.  
Ruth y sus hermanas Sylvia y Alfreda fueron educadas en el hogar por institutrices. Ruth resultó ser una escritora de versos talentosa, desde una edad temprana:, Rhymes by Ruth se publicó muy precozmente con once años, en 1893 (luego fue revisado y reimpreso en 1896).
Ruth escribió una serie de poemas para varios periódicos australianos, especialmente The Sydney Morning Herald", donde su poesía apareció durante un período de 30 años. "El Brisbane Courier" la describió como una poeta que 

"escribe versos atractivos, reflexivos y sensibles a un grado sumo."

En 1931, Ruth estableció el Centro PEN de Sídney en colaboración con su amiga, la poeta Dorothea Mackellar. Como secretaria honoraria viajó a Buenos Aires, en 1936, como representante del club.
Ruth nunca se casó y murió en Paddington, Nueva Gales del Sur, en 1963.

## Obra

### Novelas
- The Little Blue Devil con Dorothea Mackellar (1912)
- Two's Company con Dorothea Mackellar. Alston Rivers, 308 p. (1914)
- Hundreds and Thousands (1934) children's fiction

### Poética
- Rhymes (1893)
- Sydney at Sunset and Other Verses (1911)
- Rosycheeks and Goldenhead (1914)
- Fairies and Fancies (1929) children's poetry
- The Learner and Other Verses (1937)
- Who's Who in Rhyme and Without Reason (1948)

### Biografías
- Think of Stephen: a family chronicle (1954)